# Родрі Санчес
Родріго Санчес Родрігес (ісп. Rodrigo Sánchez Rodríguez; 16 травня 2000, Талаюела), більш відомий як Родрі (ісп. Rodri) — іспанський футболіст, півзахисник клубу «Реал Бетіс».

## Клубна кар'єра
Розпочинав займатись футболом у клубі «Талаюела» з однойменного рідного міста, а потім тренувався у іншій невеликій команді «Навальмораль», перш ніж приєднатися до академії «Реал Мадрид» в 2011 році, який віддав його в оренду «Канільясу» на початку сезону.. У 2012 році він перейшов в до академії іншої столичної команди, «Атлетіко Мадрид», а наступного року в «Еспаньйол». У 2014 році він перейшов до «Барселони», відігравши сезон у «Ла Масії», а потім навчався в школі «Депортіво Ла-Корунья».
У 2016 році він перейшов у «Реал Бетіс» і грав два сезони в молодіжній команді, перш ніж був підвищений до резервної команди, за яку дебютував 26 серпня 2018 року у матчі Терсери проти «Коніля» (3-0). Молодий півзахисник швидко став основним гравцем, завершивши свій перший сезон з 35 матчами та 3 голами. 27 березня 2019 року він продовжив контракт з клубом до 2022 року. У наступному сезоні він продовжив грати за другу команду, за яку забив 6 голів в 29 матчах, допомігши команді вийти до Сегунди Б.
З початку сезону 2020/21 він поєднував виступи за резервну команду з тренуваннями в першій команді під керівництвом Мануеля Пеллегріні. 7 листопада 2020 року він дебютував за першу команду в Прімері, замінивши Серхіо Каналеса в матчі чемпіонату проти «Барселони» (2:5). Через кілька тижнів він продовжив контракт із «зелено-білими» до 2024 року. 17 січня 2021 року він забив свій перший гол за «Бетіс» в офіційному матчі під час виїзної перемоги проти «Спортінга» з Хіхона в Кубку Іспанії, принісши свої команді перемогу 2:0. Він завершив сезон, провівши загалом 19 ігор за першу команду та 9 — за другу.
14 вересня 2021 року Родрі забив свій перший гол у Прімері, в гостях, у матчі проти «Гранади» (2:0). Це був його єдиний гол у 21 грі чемпіонату 2021/22 років, який «Бетіс» завершив на 5 місці. У січні 2022 року він продовжив відносини з «Бетісом» до 2026 року, прописавши у контракті новий пункт про клаусулу в розмірі 40 мільйонів євро. Того ж сезону Родрі дебютував у Лізі Європи і виграв свій перший трофей завдяки тріумфу «Бетіса» в Кубку Іспанії .
В наступному сезоні Родрі став основним гравцем команди, зігравши 30 матчів у Ла-Лізі. У жовтні 2023 року він підписав новий контракт з «Бетісом» до літа 2028 року.

## Виступи за збірні
8 жовтня 2021 року Родрі дебютував у молодіжній збірній Іспанії на Олімпійському стадіоні в Севільї в матчі кваліфікації до чемпіонату Європи 2023 року проти однолітків зі Словаччини (3:2). Загалом в рамках того відбору зіграв у 6 іграх і відзначився дублем у грі проти Литви (8:0), допомігши команді кваліфікуватись у фінальний етап. Там 21 червня 2023 року у першому матчі Євро проти господарів, збірної Румунії (3:0), він вийшов в основі і був обраний гравцем матчу. В підсумку він зіграв на турнірі у всіх матчах, включно з програним фіналом проти збірної Англії, ставши віцечемпіоном Європи, а також був включений до символічної збірної турніру.
 

## Досягнення
- Володар Кубка Іспанії: 2021/22